# Conselho Municipal de Preservação do Patrimônio Histórico, Cultural e Ambiental da Cidade de São Paulo
O Conselho Municipal de Preservação do Patrimônio Histórico, Cultural e Ambiental da Cidade de São Paulo (CONPRESP) é um conselho vinculado à Secretaria Municipal de Cultura, apoiado pelo corpo técnico do Departamento de Patrimônio Histórico (DPH).
O CONPRESP é o órgão responsável pelo tombamento de bens culturais, naturais e históricos na cidade de São Paulo, visando à sua preservação de acordo com valores culturais, históricos, artísticos, arquitetônicos, urbanísticos, entre outros. O CONPRESP e o DPH são interdependentes e cabe a eles a responsabilidade de deliberação e preservação cultural e ambiental do Município, entre suas atribuições pôde-se destacar: deliberar sobre tombamentos de bens móveis e imóveis; definir área envoltória destes bens, entre outros.
Foi criado sob a Lei nº 10.032, no dia 27 de setembro de 1985, sendo um órgão colegiado de assessoramento cultural ligado à estrutura da Secretaria Municipal de Cultural. Suas atribuições, foram alteradas pela Lei nº 10.236, em 16 de dezembro de 1986 e pela Lei nº 14.516 de 11 de outubro de 2007, determinam que a CONPRESP pode liberar sobre o tombamento de bens móveis e imóveis; comunicar o tombamento aos órgãos assemelhados em outras instâncias do governo e cartórios de registro e pleitei benefícios aos proprietários deses bens.

## Membros
O conselho é composto por um membro titular e um suplente relativo às seguintes representações:
- CMSP - Câmara Municipal de São Paulo;
- CREA - Conselho Regional de Engenharia e Agronomia de São Paulo;
- DPH - Departamento do Patrimônio Histórico (Diretor(a) do Departamento)
- IAB - Instituto de Arquitetos do Brasil - Seção São Paulo;
- OAB - Ordem dos Advogados do Brasil - Seção São Paulo;
- SMUL - Secretaria Municipal de Urbanismo e Licenciamento;
- SMC - Secretaria Municipal de Cultura;
- SMJ - Secretaria Municipal de Justiça,

## Organização
Conforme estabelecido em regimento, o conselho é composto por:
- Presidência;
- Assessoria da presidência;
- Plenário;
- Secretária executiva;
- Corpo de assessoramento.

Os órgãos deverão indicar um representante titular e um suplente, dentre os membros participantes, a serem nomeados pelo Prefeito. O Presidente e o Vice Presidente serão escolhidos por votação de seus membros em uma reunião direcionada especificamente para este fim. Ganha o membro que tiver a maioria simples dos votos.

### Funcionamento
O conselho deve reunir-se periodicamente duas vezes ao mês, com a possibilidade de haver reuniões extraordinárias sempre que houver necessidade, desde que seja convocada pelo Presidente ou pela maioria de seus membros. A Secretária Executiva precisa, entre suas outras funções, escrever as atas de todas as reuniões realizadas para serem assinadas pelo Presidente e Conselheiros presentes e, posteriormente, publicadas no Diário Oficial da Cidade.
Todas as resoluções e deliberações do Conselho devem ser tomadas pela maioria de votos dos membros presentes. A deliberação do tombamento se constitui a partir de estudos realizados pelo corpo técnico, através de inventários de estudos da cidade de São Paulo ou por alguma iniciativa particular. Dessa forma, o documento é formalizado no "Livro do Tombamento", com as resoluções e definições do processo de tombamento e da área envolvida inseridas em um banco de dados gerais sobre o bem cultural em questão.

## Atribuições do CONPRESP
- Deliberar sobre o tombamento total ou parcial de bens móveis e imóveis, de propriedade pública ou particular;
- Informar sobre o tombamento de bens os cartórios de registros e órgãos estadual e federal de tombamento;
- Formular diretrizes e estratégias necessárias para garantir a preservação de bens culturais e naturais;
- Delimitação de área de entorno de um bem tombado para que este possa ser controlado de forma adequada;
- Promover a preservação e valorização da paisagem, ambientes e espaços ecológicos importantes para a manutenção da qualidade ambiental e garantia da memória física e ecológica;
- Quando for preciso, opinar sobre planos, projetos e propostas referentes à preservação de bens culturais e naturais;
- Promover a estratégia de fiscalização da preservação e do uso dos bens tombados;[11]
- Adotar as medidas previstas na Lei Nº 10.032, necessárias para que se produzam os efeitos de tombamento;[11]
- Em caso de excepcional necessidade, deliberar sobre as propostas de revisão do processo de tombamento;[11]
- Manter permanente contato com organismos públicos e privados, nacionais e internacionais, visando a obtenção de recursos, cooperação técnica e cultural para planejamento das etapas de preservação e revitalização dos bens culturais e naturais do Município;
- Quando necessário e em maior nível de complexidade se posicionar sobre projetos, planos e propostas de construção, conservação, reparação, restauração e demolição, assim como sobre pedidos de licença para funcionamento de atividades comerciais ou prestadoras de serviços em imóveis situados em local definido como área de preservação de bens culturais e naturais.[12]

## Selo de Valor Cultural da Cidade de São Paulo
O CONPRESP é, analogamente, um órgão incumbido pela preservação da cidade de São Paulo, visando a proteção dos bens culturais e naturais, sendo considerados por estes, qualquer coisa que tenha o seu valor cultural, arquitetônico, artístico, histórico, ecológico, documental, entre outros.
Em agosto de 2016, sete pontos da cidade de São Paulo ganharam o selo de Valor Cultural da Cidade de São Paulo, oficializado em dezembro de 2015 pelo CONPRESP. A ideia é reconhecer locais que representam a identidade social e cultural da cidade. Diferente do tombamento, o selo não obriga o proprietário a submeter ao conselho qualquer projeto de intervenção no espaço, ou seja, não impede reformas ou demolições. A iniciativa, porém, não garante preservação, apenas uma mobilização social pela preservação do bem reconhecido.
Entre os sete lugares que ganharam o selo Valor Cultural no primeiro semestre de 2016, estão na parte gastronômica o restaurante Carlino, fundado em 1881, as padarias a Italianinha e quatorze de Julho, respectivamente desde 1896 e 1897, e a Santa Tereza, em funcionamento desde 1872. Também receberam o selo dois prédios em Higienópolis: os edifícios Parque das Acácias (APRACS) e o Parque das Hortênsias, ambos da década de 1950. Por fim, para completar, fundada em 1898, a Casa da Bóia Metais e Hidráulica, mais antiga loja de ferrugens da Rua Florêncio de Abreu que possui um museu sobre o comércio e a época industrial de São Paulo.
O selo Valor Cultural tem validade de até cinco anos e pode ser renovado pelo CONPRESP e pelo DPH, dependendo da preservação do local. Os sete primeiros imóveis que receberam o selo foram escolhidos após um levantamento dos estabelecimentos mais antigos, com base nos registros da Associação Comercial de São Paulo, e também a partir de pedidos dos cidadãos do município. O Conselho pretende selecionar outros lugares que sejam considerados pela população parte de seu patrimônio histórico, surgindo com novas listas.

## Leis e Decretos
Essas são as Leis e os Decretos que compõem o ato de preservação da cidade de São Paulo e correspondem à cópia digitada do que foi publicado no Diário Oficial da Cidade.

### Leis
| Lei                                    | Data                    | O que ela dispõe? |
| Lei n° 8.204                           | 13 de janeiro de 1975   | Trata da Criação da Secretária Municipal da Cultura. |
| Lei nº 8.252                           | 20 de maio de 1975      | Trata da criação do Departamento de Informação e Documentação Artística. |
| Lei nº 14.223                          | 26 de Setembro de 2006  | Trata da composição da paisagem urbana do Município de São Paulo (Projeto de Lei nº 379/06 do Executivo que foi aprovado como Substitutivo do Legislativo). |
| Lei Orgânica do Município de São Paulo | 1990                    | Formado por artigos sobre a preservação cultural e ambiental. |
| Lei nº 10.032                          | 27 de dezembro de 1985  | Trata da criação de um Conselho Municipal de Preservação do Patrimônio Histórico, Cultural e Ambiental de São Paulo |
| Lei Nº 10.236                          | 16 de dezembro de 1986  | Trata da criação de um Conselho Municipal de Preservação do Patrimônio Histórico, Cultural e Ambiental de São Paulo |
| Lei nº 14.405                          | 21 de maio de 2007      | Trata da preservação de bens públicos nas atividades escolares da rede municipal de ensino. |
| Lei nº 14.406                          | 21 de maio de 2007      | Instituição do Programa Permanente de Proteção e Conservação do Patrimônio Imaterial do Município de São Paulo. |
| Lei nº 14.424                          | 1 de junho de 2007      | Trata da edição do Atlas Municipal do Patrimônio Histórico, Arqueológico, Arquitetônico, Paisagístico e Cultural da Cidade de São Paulo e fornece algumas outras providências.                                                                                            |
| Lei nº 14.516                          | 11 de outubro de 2007   | Mudança e acréscimo de dispositivos à Lei nº 10.032, de 27 de dezembro de 1985, alterada pela Lei nº 10.236, de 16 de dezembro de 1986, e fornece algumas outras providências.                                                                                            |
| Lei nº 14.517                          | 16 de outubro de 2007   | Instituição do Programa Municipal de Parcerias Público-Privadas, cria a Companhia São Paulo de Parcerias - SPP e fornece algumas outras providências (Projeto de Lei nº 503/06, do Executivo, aprovação na forma de Substitutivo do Legislativo).                         |
| Lei nº 14.690                          | 12 de fevereiro de 2008 | Trata do uso parcial do impresso que é cobrado do IPTU da Prefeitura do Município de São Paulo para que as mensagens de utilidade e interesse do público sejam veículadas.                                                                                                |
| Lei nº 12.350                          | 6 de junho de 1997      | Dá incentivo fiscal aos proprietários de imóveis ou aos patrocinadores das obras de recuperação externa e conservação de imóveis localizados na Área Especial de Intervenção, objeto do Programa de Requalificação Urbana e Funcional do Centro de São Paulo - PROCENTRO. |
| Lei nº 13.712                          | 7 de janeiro de 2004    | Trata dos incentivos fiscais aos cinemas localizados em imóveis que são acessados por logradouro público ou em espaços semipúblicos de circulação em galerias, mediante contrapartidas socioculturais.                                                                    |
| Lei nº 14.256                          | 29 de dezembro de 2006  | Instituição do Parcelamento Administrativo de Débitos Tributários - PAT no Município de São Paulo. |
| Lei nº 13.106                          | 29 de dezembro de 2000  | Dá isenção e desconto do Imposto Predial aos imóveis que especifica, e fornece outras providências. |
| Lei nº 14.096                          | 8 de dezembro de 2005   | Trata da constituição do Programa de Incentivos Seletivos para a região nas proximidades da Estação da Luz, na área central do Município de São Paulo. |
| Lei nº 13.496                          | 7 de janeiro de 2003    | Trata da constituição do Programa de Incentivos Seletivos para a área central do Município de São Paulo. |
| Lei nº 14.223                          | 26 de setembro de 2006  | Trata da disposição daquilo que constitue a paisagem urbana do Município de São Paulo. |
| Lei nº 14.718                          | 25 de abril de 2008     | Proíbe a autorização de isenções ou benefícios de âmago tributário e a autorização de licenciamentos e certificações ambientais nos casos que especifica, e fornece algumas outras providências.                                                                          |
| Lei nº 14.720                          | 25 de abril de 2008     | Trata da divulgação de dados sobre funcionários, empregados e servidores, vinculados ao Poder Público Municipal, no site do órgão, e fornece algumas outras providências.                                                                                                 |
| Lei nº 14.719                          | 25 de abril de 2008     | Alegação para utilidade pública as áreas particulares destinada à implementação do Parque da Aclimação. |
| Lei n° 15.201                          | 18 de junho de 2010     | Acrescenta ao parágrafo único do art. 5º da Lei nº 10.032. |

### Decretos
| Decreto           | Data                    | O que ele dispõe? |
| Decreto nº 50.989 | 13 de novembro de 2009  | Estabelecimento da constituição do Conselho Municipal de Preservação do Patrimônio Histórico, Cultural e Ambiental da Cidade de São Paulo – Conpresp, instituído pela Lei nº 10.032, de 27 de dezembro de 1985. |
| Decreto nº 49.356 | 31 de março de 2008     | Prescreve as disposições previstas no parágrafo único do artigo 6º da Lei nº 14.029, de 13 de julho de 2005, e no § 2º do artigo 21 da Lei nº 14.141, de 27 de março de 2006, naquilo que é declarado do reconhecimento de firmas e à autenticação de cópias dos documentos apresentados pelos cidadãos em órgãos e entidades da Administração Municipal direta, indireta, autárquica e fundacional. |
| Decreto nº 48.488 | 3 de julho de 2007      | Designa encargos aos Secretários Municipais para regular o acesso e ratificar convênio ou outros termos de cooperação envolvendo o Mapa Digital da Cidade de São Paulo. |
| Decreto nº 48.379 | 25 de maio de 2007      | Transferência de competências ao SEHAB- Secretaria Municipal Habitação. |
| Decreto nº 48.368 | 23 de maio de 2007      | Determinação da CPPU- Comissão de Proteção a Paisagem Urbana. |
| Decreto nº 48.223 | 23 de março de 2007     | Criação da Inspetoria da Guarda Ambiental. |
| Decreto nº 48.163 | 28 de fevereiro de 2007 | Deminação do artigo 116 e 127 - ZEPEC- Zona Especial de Preservação Cultural. |
| Decreto nº 47.493 | 20 de julho de 2006     | Determinação do Fundo de Proteção do Patrimônio Cultural e Ambiental Paulistano - Funcap. |
| Decreto nº 47.824 | 27 de outubro de 2006   | Trata das competências da Comissão de Análise Integrada de Projetos de Edificações e de Parcelamento do Solo - Caieps e cancela o Decreto nº 41.864, de 4 de abril de 2002. |
| Decreto nº 47.950 | 5 de dezembro de 2006   | Regulamentação da Lei nº 14.223, de 26 de setembro de 2006, que se trata da disposição dos elementos que constituem a paisagem urbana do Município de São Paulo. |
| Decreto nº 37.302 | 27 de janeiro de 1998   | Regulamentação da Lei nº12.350, de 6 de junho de 1997. |
| Decreto nº 44.493 | 15 de março de 2004     | Regulamentação da Lei nº 13.496, de 7 de janeiro de 2003, que se trata da constituição do Programa de Incentivos Seletivos para a área central do Município de São Paulo. |
| Decreto nº 45.682 | 30 de dezembro de 2004  | Regulamentação da Lei nº 13.712, de 7 de janeiro de 2004, que se trata dos incentivos fiscais a cinemas que se localizam em imóveis cujo funcionamento é por logradouro público ou em espaços semipúblicos de circulação em galerias, mediante contrapartidas socioculturais |
| Decreto nº 46.996 | 13 de fevereiro de 2006 | Regulamentação da Lei nº 14.096, de 8 de dezembro de 2005, que se trata da constituição do Programa de Incentivos Seletivos para a região adjacente à Estação da Luz, na área central do Município de São Paulo. |
| Decreto nº 47.950 | 5 de dezembro de 2006   | Regulamenta a Lei nº 14.223, de 26 de setembro de 2006, que dispõe sobre a disposição daquilo que constitui a paisagem urbana do Município de São Paulo. |
| Decreto nº 49.245 | 25 de fevereiro de 2008 | Regulamentação do artigo 50 da Lei nº 14.223, de 26 de setembro de 2006. |

## Ligações Externas
- Site do Conpresp